# Franz Josef Graf Saurau
Franz Josef Graf Saurau (Viena, 19 de setembro de 1760 — Florença, 9 de junho de 1832) foi um político e diplomata austríaco, governador de Viena, embaixador em São Petersburgo e em Florença, ministro das finanças, governador de Milão e governador da Lombardia de 1816 a 1818.

## Vida
Franz Josef era descendente direto do filho mais novo, Siegmund Friedrich, do governador da Estíria, Karl Graf von Saurau (1587–1648). Seus pais eram o conde Maria Karl von Saurau (1718–1778) e Maria Antonia Condessa Daun (1735–?).
Ele recebeu sua primeira educação de um padre jesuíta, e seu exame final de despedida foi realizado na Academia de Cavaleiros Theresian em Viena. Entrou cedo para o serviço público e trabalhou nos preparativos para o chamado "cadastro Josephine". Em 1789 foi governador da cidade de Viena, no ano seguinte já era governador da cidade e pouco depois ministro das finanças e da polícia de Viena. O conde Saurau ganhou fama junto com o chefe da polícia vienense, conde Johann Anton Pergen, em 1794, quando ambos armaram os julgamentos-espetáculo contra um grupo de democratas. Ele dirigiu as investigações que levaram à descoberta da conspiração jacobina conduziu. Como resultado, houve várias execuções, incluindo o austríaco Franz Hebenstreit e o húngaro Ignaz Martinovics, e mais de 50 graves sentenças de prisão (incluindo contra Andreas Riedel). A acusação foi baseada principalmente em interpretações das idéias e declarações dos réus por informantes. Pergen e Saurau, com suas práticas anti-revolucionárias, estavam entre os precursores do futuro chanceler austríaco Metternich.
O conde Saurau foi presidente da Baixa Áustria e um dos conselheiros mais importantes do imperador Francisco II desde 1795, como sucessor do conde von Sauer. Quando os franceses avançaram em 1797, ele organizou a resistência em Viena e assumiu o Ministério das Finanças até 1801. Em 1801, ele atuou como representante imperial na coroação de Alexandre I em São Petersburgo. Depois de vários anos em cargos menores, ele foi homenageado em 1810 com o título de governador de Viena. Mais tarde, ele foi governador da Lombardia (no Reino da Lombardia, Vêneto) e foi nomeado embaixador em Madrid em 1817. De 1817 a 1831, foi Chanceler Supremo do governo da cidade de Viena. A partir de 1823, ele foi chefe da chancelaria da corte austríaca.
Em 1830 foi nomeado embaixador em Florença (Grão-Ducado da Toscana, na corte dos Habsburgo Leopoldo II), onde também morreu em 1832.